# Festival Internacional de Cine de Bombay
El Festival Internacional de Cine de Bombay es un festival de cine anual celebrado en la ciudad de Bombay, India. El festival, cuya primera edición se dio en 1990, se enfoca en los documentales, los cortometrajes de ficción y las películas de animación.